# Luísa dos Países Baixos
Guilhermina Frederica Alexandrina Ana Luísa (Haia, 5 de agosto de 1828 – Estocolmo, 30 de março de 1871) foi a esposa do rei Carlos XV & IV e rainha consorte dos Reinos Unidos da Suécia e Noruega de 1859 até sua morte. Era filha do príncipe Frederico dos Países Baixos com sua esposa, a princesa Luísa da Prússia.

## Família

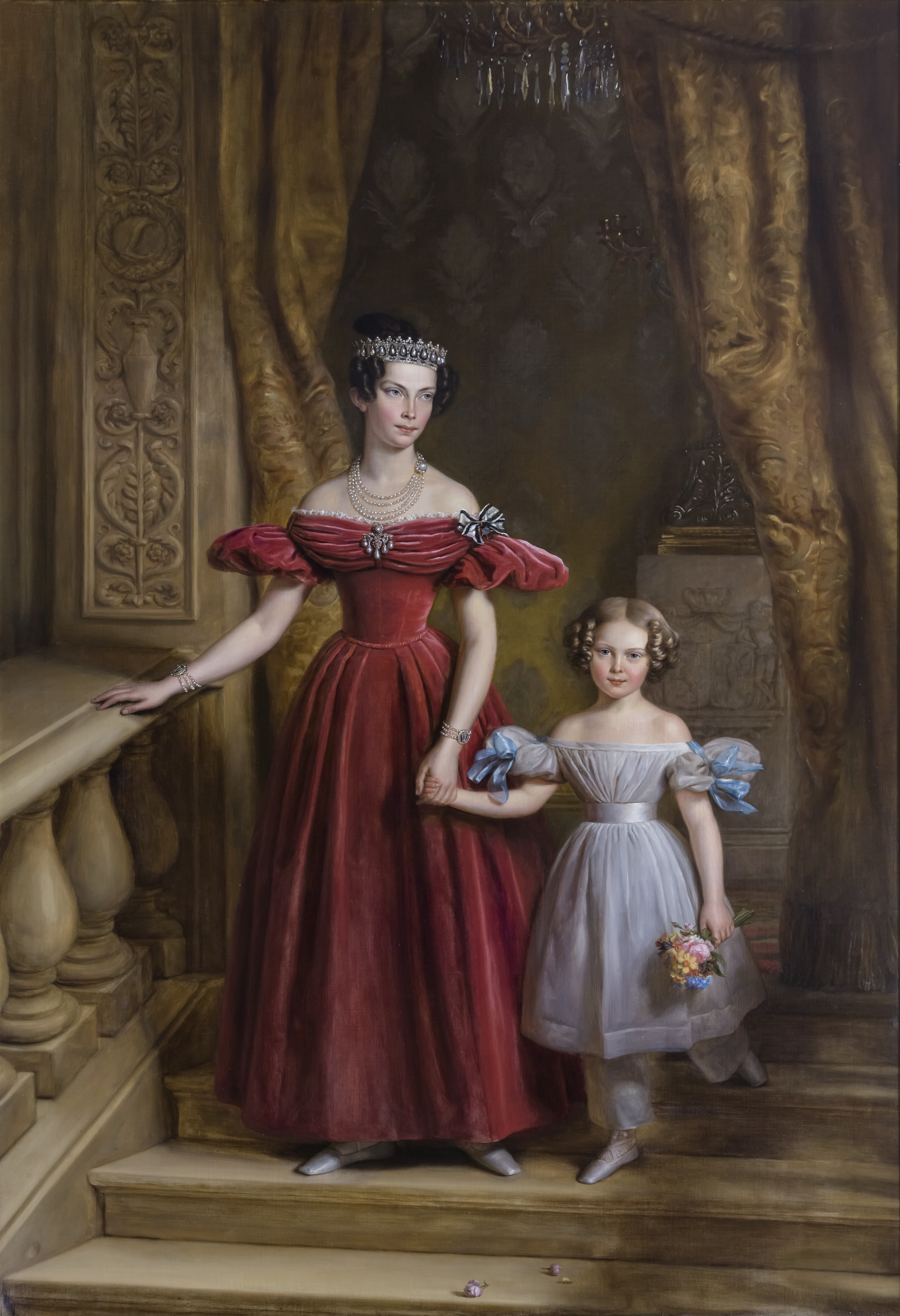
Luísa dos Países Baixos com a sua mãe, a princesa Luísa da Prússia.

Nascida na cidade de Haia nos Países Baixos, a princesa Guilhermina Frederica Alexandrina Ana Luísa era a filha mais velha do príncipe Frederico dos Países Baixos (o segundo filho do rei Guilherme I), com a sua esposa, a princesa Luísa da Prússia, uma filha do imperador Frederico Guilherme III da Prússia. A principal responsável pela sua educação foi a sua governanta belga, Victoire Wauthier, e a princesa estudou francês, alemão, inglês, russo e piano.

## Procurando um casamento
Em 1849, Luísa foi selecionada como candidata para um possível casamento com o príncipe-herdeiro Carlos da Suécia e da Noruega, filho do rei Óscar I da Suécia e Noruega e da princesa consorte Josefina de Leuchtenberg. O casamento foi arranjado depois de as negociações para casar Carlos com uma princesa prussiana terem falhado. O rei Óscar I da Suécia queria assegurar as ligações entre a nova dinastia de Bernadotte e as velhas dinastias da Europa e todos concordavam que era necessário encontrar uma princesa protestante para o reino da Suécia-Noruega, uma vez que, apesar de o reino ser protestante, as duas rainhas consortes anteriores tinham sido católicas. Luísa preenchia todos os requisitos e teria também acesso a um grande dote uma vez que a sua família, a Casa de Orange-Nassau, era conhecida pelas suas riquezas. O secretário L. Manderström foi enviado para a inspecionar e escreveu no seu relatório diplomático que, embora Luísa tivesse uma educação excelente e um bom carácter, não era atraente.
Em Agosto de 1849, foi arranjado um encontro entre Luísa e Carlos na cidade de Haia. Diz-se que Luísa se apaixonou imediatamente por Carlos e que se sentiu atraída por ele, enquanto que Carlos, por outro lado, ficou desiludido com o seu aspecto. No entanto, o pai de Carlos conseguiu convencê-lo a aceitar o casamento.

Em Fevereiro de 1850, o noivado foi anunciado oficialmente. O assunto do seu abastado dote foi um tema muito debatido na Suécia, tanto no Parlamento da Suécia, durante a discussão do rendimento que lhe seria atribuído, como na impressa radical que sugeriu que, com o dinheiro do dote, o rei teria meios suficientes para construir as vias férreas da Suécia sozinho. No entanto, o dote acabaria por ser muito inferior ao esperado. Durante os meses do noivado, Luísa aprendeu a língua sueca e a história da Suécia, no entanto nunca chegou a aprender o idioma norueguês. Uma vez que o governo holandês tinha apoiado o casamento, Luísa não teve de renunciar aos seus direitos na linha de sucessão ao trono holandês para se casar.

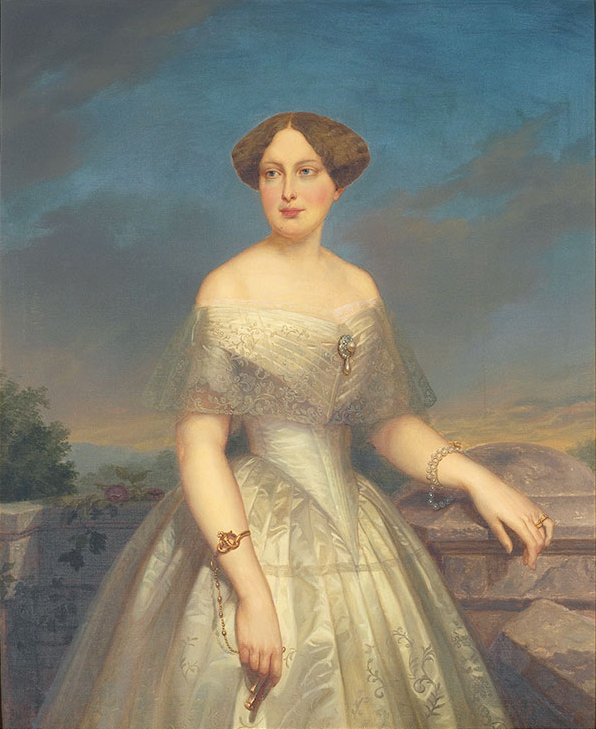
Luísa da Suécia e da Noruega em 1850.

## Princesa herdeira da Suécia
Luísa viajou da Alemanha para a Suécia a bordo de um navio sueco que partiu da cidade de Travemünde e chegou ao seu novo país acompanhada dos pais e da sua irmã mais nova, a princesa Maria, que também estiveram presentes no seu casamento. A princesa Luísa e o príncipe Carlos casaram-se na Catedral de São Nicolau de Estocolmo no dia 19 de Junho de 1850. Depois do casamento, o seu sogro, o rei, levou-a em uma viagem por toda a Suécia, para que a futura rainha consorte ficasse a conhecer o país.
A relação entre Luísa e Carlos foi infeliz. O casal tinha personalidades muito diferentes, uma vez que Luísa era introvertida, tímida e preferia um estilo de vida simples, enquanto que Carlos era muito extrovertido e adorava festas e a agitação social da corte. Há relatos de que, apesar de ser infeliz, Luísa amava o marido que, por seu lado, a achava pouco atraente e a traía com várias amantes, o que a magoou profundamente.

Entre 1852 e 1860, Carlos teve uma relação com uma das damas-de-companhia de Luísa, uma mulher chamada Josephine Sparre, o que causou grande escândalo. Dizia-se que Josephine era de tal forma autoritária que a princesa-herdeira e a sua dama tinham trocado de lugares, parecendo mais que era Luísa a dama-de-companhia de Josephine do que o contrário. O Fritz von Dardel descreveu Josephine da seguinte forma: 
"tanto o príncipe-herdeiro como a princesa-herdeira gostam muito da senhora em questão e ela manda neles em quase todos os aspectos das suas vidas. É dotada de um grande talento para agradar e se tornar indispensável, por isso conseguiu prender o príncipe a um nível muito estranho".
O povo da Suécia sentia pena de Luísa e achava que Carlos a tratava de forma negligente. Em certa ocasião, durante uma festa de aniversário que se realizou no jardim do Palácio de Drottningholm em 1857, o príncipe-herdeiro propôs que se fizesse um brinde ao seu "amor secreto", sendo que tanto Luísa como Josephine Sparre estavam presentes. Este episódio provocou uma discussão na qual o irmão de Carlos, o príncipe Óscar, o repreendeu de forma indireta quando pediu que a sua esposa, a princesa Sofia de Nassau, fizesse um brinde juntamente com ele. A cena fez com que Luísa se desfizesse em lágrimas e tivesse um ataque nervoso.
Luísa teve dois filhos: a princesa Luísa, nascida em 1851, o príncipe Carlos Óscar, nascido em 1852. Devido a complicações no parto do príncipe Carlos Óscar, Luísa não pôde ter mais filhos. Em 1854, Carlos Óscar, de dois anos de idade, morreu de pneumonia. Uma vez que a lei sálica que na altura se encontrava em vigor na Suécia (tendo sido afirmada pela constituição de 1809), a filha de Luísa não estava incluída na linha de sucessão ao trono sueco. Carlos sentiu-se humilhado e desapontado, uma vez que tal significava que não seriam os seus filhos a herdar o trono da Suécia, mas sim o seu irmão mais novo, Óscar. Luísa propôs dar o divórcio a Carlos, para que ele se pudesse casar novamente e tentar ter mais herdeiros legítimos, mas ele recusou a oferta.

A princesa-herdeira Luísa não era vista com bons olhos pela sociedade, uma vez que era demasiado tímida e reservada para a sua posição social. Entre 1857 e 1859, o príncipe Carlos foi nomeado regente durante um período de doença do pai e Luísa assumiu os deveres representativos de primeira-dama da corte. Durante o reinado do seu marido como regente, foi descrita na conhecida crónica de Fritz von Dardel da seguinte forma:
"uma mulher mais afável e talentosa teria conseguido uma atmosfera completamente diferente neste circulo e teria sido uma boa influência para o príncipe que, apesar de ser de boa natureza, se deixa levar pelas pessoas que gosta, principalmente pelas mulheres. Apesar de ser gentil, dedicada e nada interessada em esquemas, faltam-lhe outras qualidades melhores. É uma boa dona-de-casa, mas só pensa no marido, nela e naqueles que lhe são próximos, e não consegue exercer a boa influência no príncipe que, pelo bom carácter que ela tem, merecia. Devido à sua timidez natural, falta-lhe a coragem para se meter nos assuntos dele, e deseja apenas conquistar o seu amor. Resumidamente: não parece ter maturidade suficiente para assumir a sua grande tarefa".

## Rainha da Suécia e Noruega

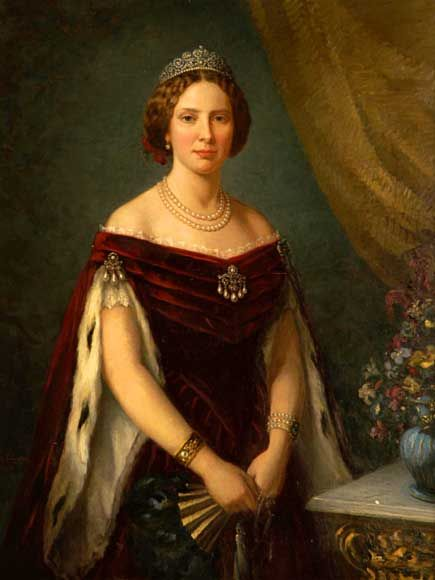
Luísa quando rainha da Suécia.

Luísa tornou-se rainha consorte da Suécia e da Noruega em 08 de Julho de 1859. Foi a primeira rainha do Reino Unido da Suécia e Noruega a ser coroada tanto na Suécia como na Noruega, uma vez que a Noruega se tinha recusado a coroar as duas rainhas consortes anteriores por serem católicas. Luísa foi coroada rainha consorte da Suécia na cidade de Estocolmo em 03 de Maio de 1859 e depois rainha consorte da Noruega na cidade de Trondheim em 5 de Agosto de 1860. Foi a primeira rainha a ser coroada na Noruega desde a Idade Média e foi muito bem recebida no país quando o visitou.

Luísa não exerceu qualquer influência em assuntos de estado e em mostrou qualquer vontade de o fazer. O fato de não se querer meter na política foi visto como um bom exemplo e bem recebido, principalmente quando comparado com as rainhas anteriores, principalmente a rainha Josefina, que tinham sido muito ativas na governação do reino. Uma enciclopédia da época, datada de 1864, referiu o seguinte: 
"finalmente os dois reinos podem celebrar a bênção de ter novamente uma rainha que não procura obter poder governamental nem disseminar as suas ideias, mas que observa calmamente a evolução natural dos acontecimentos através da autoridade legítima do rei. Amada pelo povo sueco, tem tido a oportunidade de satisfazer o seu nobre desenho de se dedicar a obras caritativas". No entanto, a rainha tinha também as suas opiniões políticas. Por exemplo, em 1865, foi contra a reforma parlamentar e não partilhava as opiniões anti-germânicas do marido.
Luísa preferia utilizar a sua posição para ajudar em atividades filantrópicas, algo que era também esperado de um membro feminino da família real e da alta classe. Abriu as organizações caritativas "Kronprinsessan Lovisas vårdanstalt för sjuka barn" (Asilo da Princesa-Herdeira para Crianças Doentes) em 1854; "Femöreföreningen till inrättande av barnhem i Lappland" (Fundação Cinco Öre Para Órfãos de Lappland) em 1864; "Lotten Wennbergs fond för hjälpbehövande" (Fundação Lotten Wennberg Para os Necessitados) em 1864; "Drottning Lovisas understödsförening" (Fundação Caritativa da Rainha Luísa) em 1866; "Allmänna institutet för dövstumma och blinda" (Instituto Público para os Cegos e Surdos); "Sällskapet för inrättande av småbarnsskolor" (Fundação da Soceidade para a Educação Básica); "Den fosterländska föreningen till uppmuntran av själverksamhet för framtida oberoende" (Sociedade Patriótica para o Encorajamento de Trabalhadores Independentes para a Independência Futura); e a "Tysta skolan, eller uppfostrings- och undervisningsanstalten för dövstumma barn" (Escola para o Cuidado e Educação de Crianças Surdo-Mudas) de Johanna Berglind.
Luísa interessava-se por música e história e tinha aulas de piano com o pianista sueco Adolf Fredrik Lindblad. Traduzia obras de inglês e holandês para sueco que depois vendia para distribuir os lucros pelas suas associações caritativas. Luísa e a sua filha estudaram com Nancy Edberg, uma pioneira na natação para mulheres. Inicialmente, o desporto da natação não era considerado adequado para mulheres, mas quando a rainha e a filha começaram a ter aulas em 1862, passou rapidamente a estar na moda e a ser aceite entre as mulheres. Luísa também empregou a primeira mulher dentista da Suécia, Rosalie Fougelberg como sua dentista pessoal em 1867. Entre as suas amigas encontrava-se Aurore von Haxthausen que foi sua dama-de-honra durante todo o seu reinado, e a condessa Stephanie Hamilton que foi a sua camareira entre 1859 e 1860. A correspondência trocada entre Luísa e Stephanie ainda existe nos dias de hoje. Luísa também manteve o contacto com a sua família e a sua antiga governanta por carta.
A rainha Luísa preferia viver uma vida calma e anónima e evitava deveres cerimoniais e representativos sempre que podia, chegando mesmo a fingir que estava doente. No entanto, o rei Carlos não gostava de aparecer sem ela em ocasiões formais e, às vezes, obrigava-a a estar presente. Certa ocasião, ter-lhe-â dito que tinha de estar presente em uma cerimónia, senão "as mulheres mais velhas vai achar que tu não estás bem!". Em 1866, por exemplo, Carlos obrigou-a a inaugurar a Grande Exposição Industrial de Estocolmo em seu lugar.

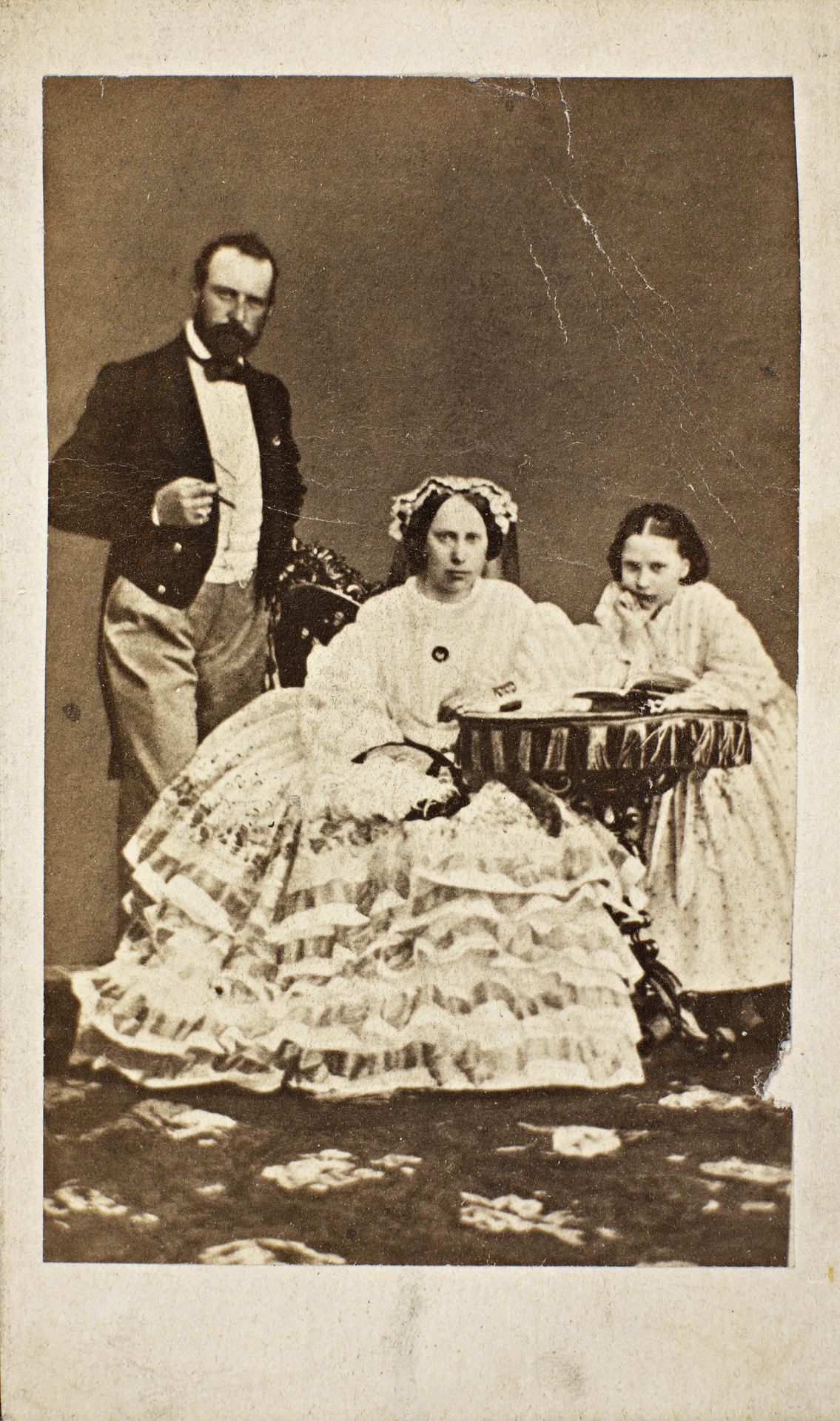
Luísa com o seu marido Carlos e a filha com o seu mesmo nome.

O rei Carlos XV adorava festas e bailes de máscaras e a agitação da sua corte no Palácio de Ulriksdal era comparada ao famoso Palácio de Versalhes. Alguns círculos consideravam até que era uma vergonha para a monarquia, um sentimento expresso pelo vigário Christoffer Bruun em 1881: 
"ainda me dá arrepios quando penso que o alto poder da igreja foi colocado nas mãos deste rei degenerado, que faz toda a nação falar da sua vida pervertida". 
Luísa tinha um papel importante na vida da corte por ser a rainha e, após a morte da rainha-viúva Desirée, que tinha ocupado a ala da rainha no Palácio Real de Estocolmo até à sua morte em 1860, Carlos redecorou os aposentos para a sua esposa, tendo incluindo um (muito falado e luxuoso) espelho veneziano à sua sala de recepções que seria retirado mais tarde pela sua sucessora. A sua corte era dirigida por Wilhelmina Bonde. Segundo alguns relatos, Luísa sofria com o adultério do esposo e fazia os possíveis para competir com as suas rivais e entretê-lo. A sua sogra aconselhou-a a casar as suas damas-de-companhia quando Carlos se apaixonava por elas. Carlos teve uma relação com Hanna Styrell entre 1860 e 1869 e com Wilhelmine Schröder de 1869 até à sua morte, além de relações mais fugazes. Carlos gostava muito da sua filha, no entanto Luísa preocupava-se com o facto de ele a tratar demasiado como um rapaz numa época em que os géneros eram considerados muito importantes e a liberdade que era dada à sua filha era vista como escandalosa para uma mulher.

A saúde de Luísa era fraca. Em pelo menos uma ocasião, durante uma viagem de barco no Lago Malar, a rainha sofreu uma espécie de ataque (talvez um ataque de epilepsia, tendo em conta as descrições feitas na época) que foi interpretado como uma reacção histérica à falta de atenção do marido. A corte reuniu-se para a esconder de olhares alheios e o rei levou-a para dentro do convés. Sobre este mesmo problema, foi dito que "Luísa podia podia desmaiar a qualquer altura e, durante esses períodos, pode ter o que chama de ataque de nervos ou espasmos". Em 1864, quando a antiga amante de Carlos, Josephine Sparre visitou a corte, Fritz von Dardel escreveu que
"inicialmente, diz-se que a rainha estava preocupada com a visita. Certa noite, Sua Majestade estava prestes a sofrer convulsões na sala de bilhar, mas tentaram esconder o ataque, dizendo que tinha sido provocado pelo seu camareiro, Liljenkrantz que a terá empurrado acidentalmente para o bilhar".
Em 1870, Luísa visitou os Países Baixos para assistir à morte da sua mãe. Quando regressou a Estocolmo, Carlos XV adoeceu e foi Luísa quem tratou dele. Exausta pelo esforço, contraiu pneumonia durante um passeio de carruagem. Quando estava de cama, teve longas conversas com a sua família, que foram descritas de forma dramática. A sua filha firmou que: "era como se a mãe nos quisesse descrever toda a sua vida". Luísa pediu a Carlos que a perdoasse em tudo o que tinha falhado, ao que ele respondeu que só ele tinha errado. Depois desse momento, tanto Luísa como Carlos terão desfalecido por se sentirem tão comovidos.
Luísa morreu a 30 de Março de 1871.

## Descendência
Juntos, Luísa e Carlos XV tiveram dois filhos:
1. Luísa da Suécia (31 de Outubro de 1851 - 20 de Março de 1926), casada com o rei Frederico VIII da Dinamarca; com descendência.
2. Carlos Óscar, Duque de Sudermânia (14 de Dezembro de 1852 - 13 de Março de 1854), morreu de pneumonia aos dois anos de idade.

## Genealogia
| Luísa dos Países Baixos | Pai: Frederico dos Países Baixos | Avô paterno: Guilherme I dos Países Baixos      | Bisavô paterno: Guilherme V, Príncipe de Orange                |
| Luísa dos Países Baixos | Pai: Frederico dos Países Baixos | Avô paterno: Guilherme I dos Países Baixos      | Bisavó paterna: Guilhermina da Prússia                         |
| Luísa dos Países Baixos | Pai: Frederico dos Países Baixos | Avó paterna: Guilhermina da Prússia             | Bisavô paterno: Frederico Guilherme II da Prússia              |
| Luísa dos Países Baixos | Pai: Frederico dos Países Baixos | Avó paterna: Guilhermina da Prússia             | Bisavó paterna: Frederica Luísa de Hesse-Darmstadt             |
| Luísa dos Países Baixos | Mãe: Luísa da Prússia            | Avô materno: Frederico Guilherme III da Prússia | Bisavô materno: Frederico Guilherme II da Prússia              |
| Luísa dos Países Baixos | Mãe: Luísa da Prússia            | Avô materno: Frederico Guilherme III da Prússia | Bisavó materna: Frederica Luísa de Hesse-Darmstadt             |
| Luísa dos Países Baixos | Mãe: Luísa da Prússia            | Avó materna: Luísa de Mecklemburgo-Strelitz     | Bisavô materno: Carlos II, Grão-Duque de Mecklemburgo-Strelitz |
| Luísa dos Países Baixos | Mãe: Luísa da Prússia            | Avó materna: Luísa de Mecklemburgo-Strelitz     | Bisavó materna: Frederica de Hesse-Darmstadt                   |